# Arbacia punctulata
Espèce
Arbacia punctulata est une espèce d'oursins du genre Arbacia, qui se rencontre dans l'Atlantique Ouest.

## Description
Arbacia punctulata est un oursin régulier de couleur sombre, généralement pourpre foncé mais pouvant aller du marron au noir en passant par différentes gammes de violet, de vert et de gris sombre. Les épines (« radioles ») sont lisses et peu effilées, épaisses et coniques ; elles sont densément réparties et généralement plus claires que le reste du corps. La coquille (« test ») arrondie est aplatie dorsalement, parfois presque hémisphérique, avec notamment une face orale presque parfaitement plate chez l'adulte mature, alors que le juvénile est globulaire. Le test de l'adulte dépasse rarement 5 cm de diamètre.
Son anus est entouré de quatre plaques madréporitiques, ce qui est une caractéristique du genre.

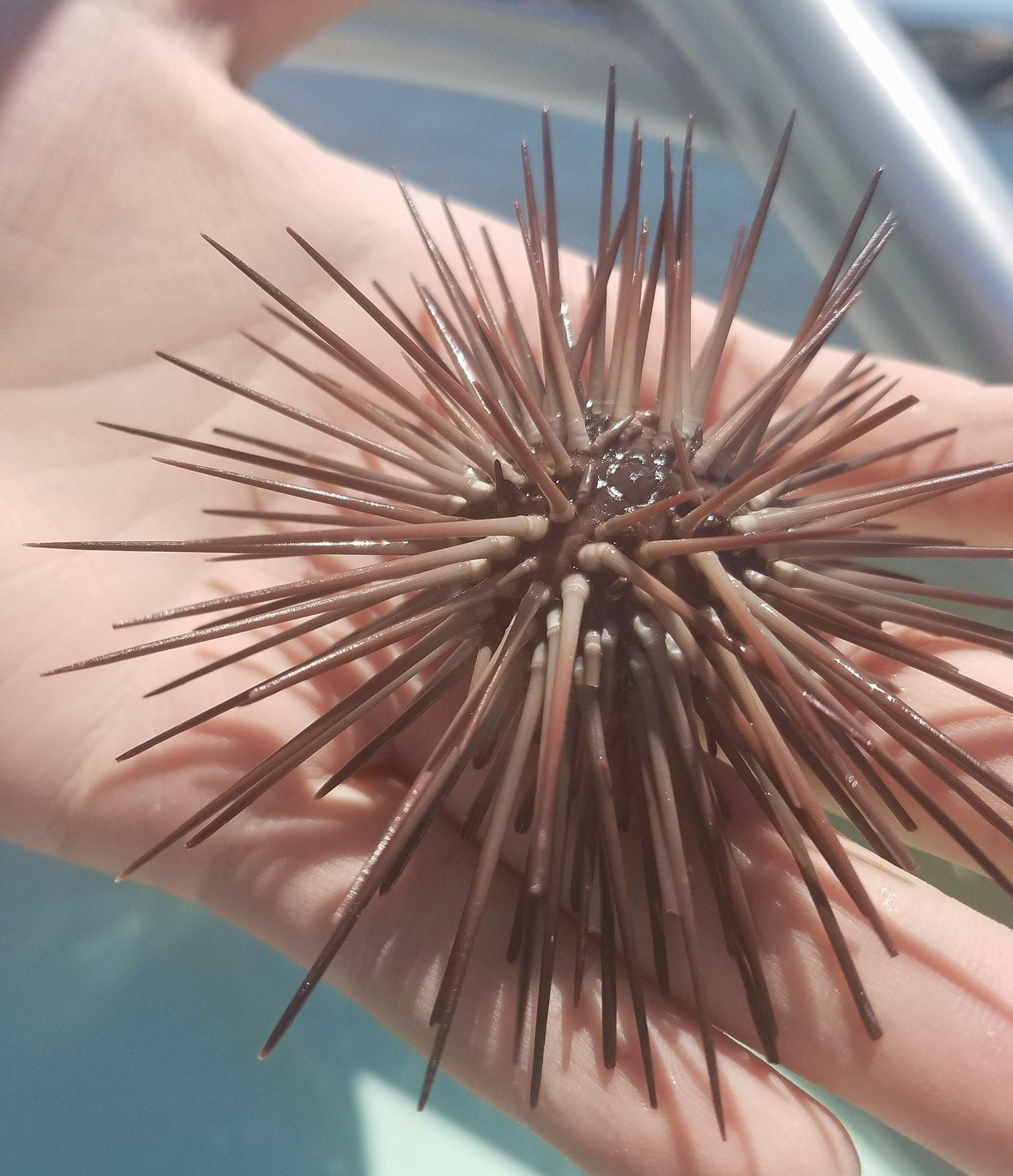
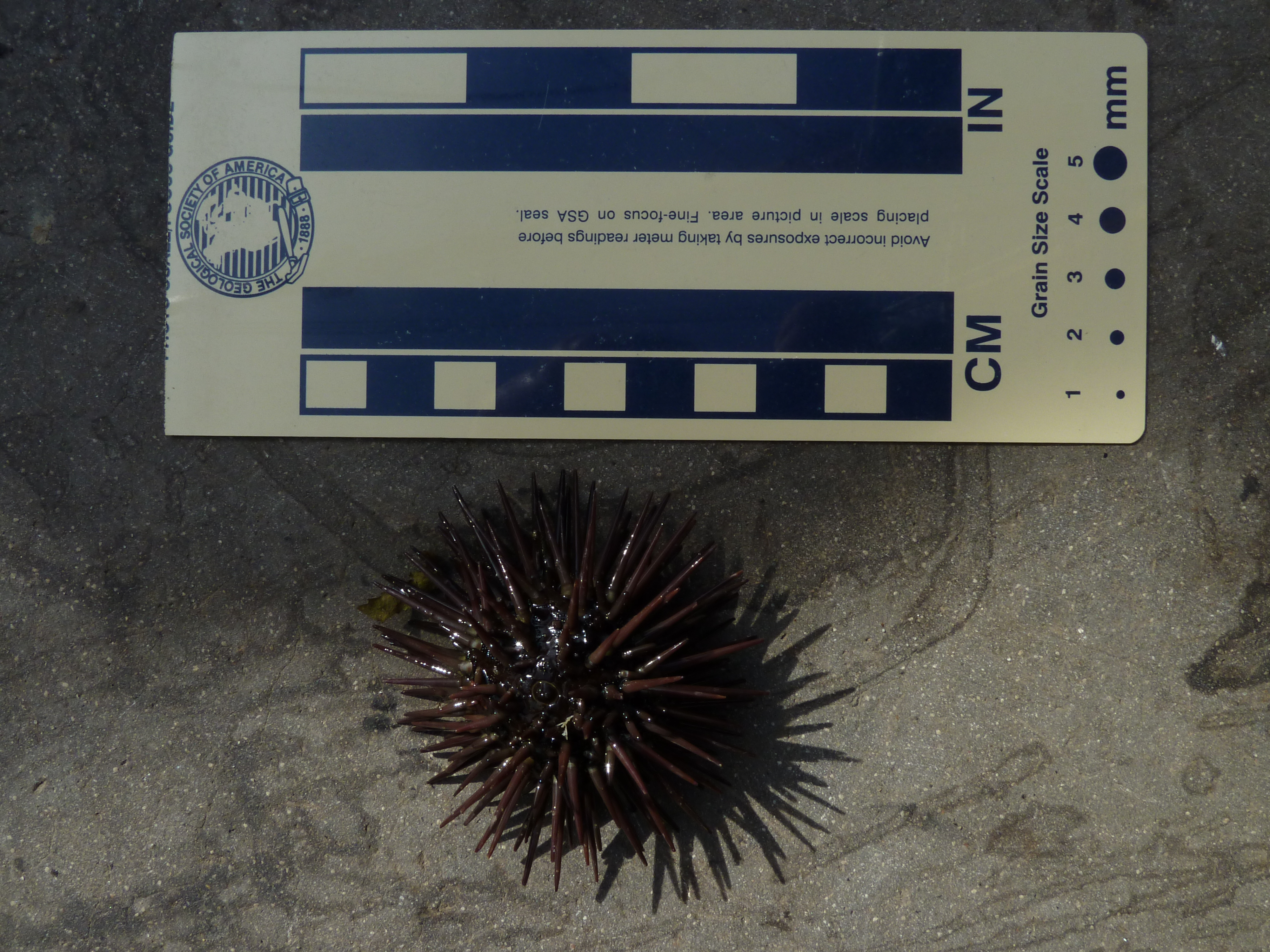
Face aborale.
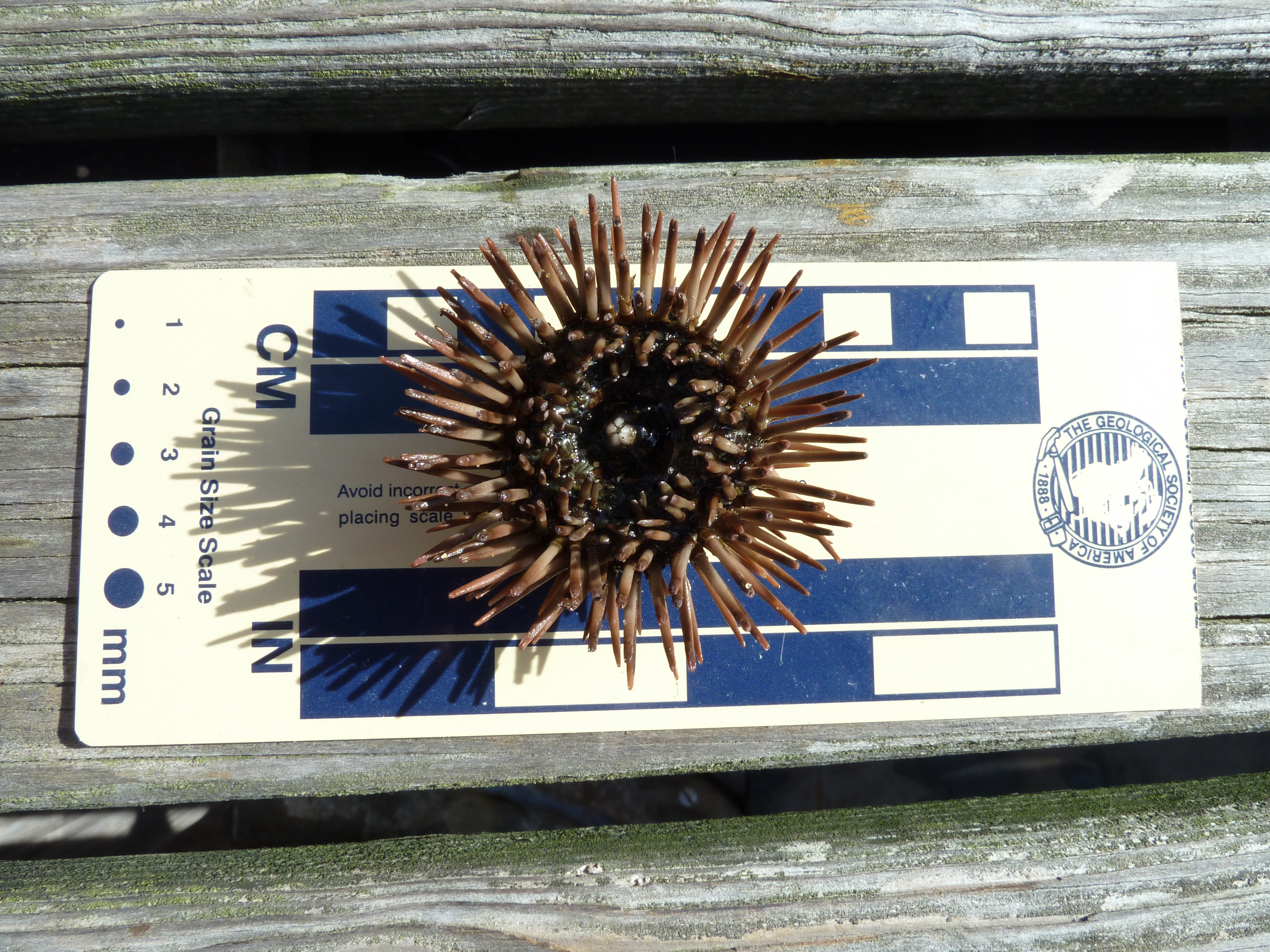
Face orale.
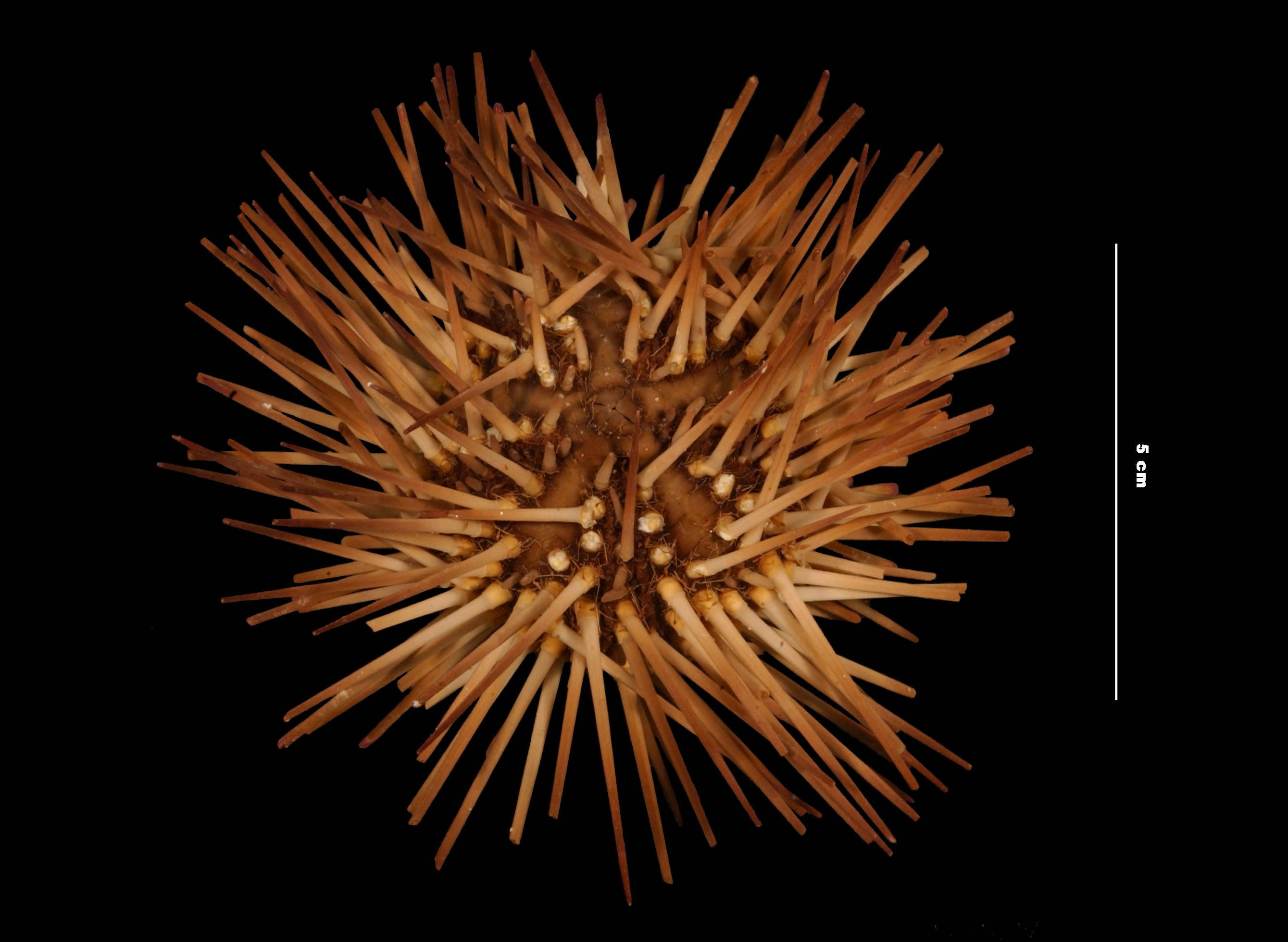
Spécimen de muséum
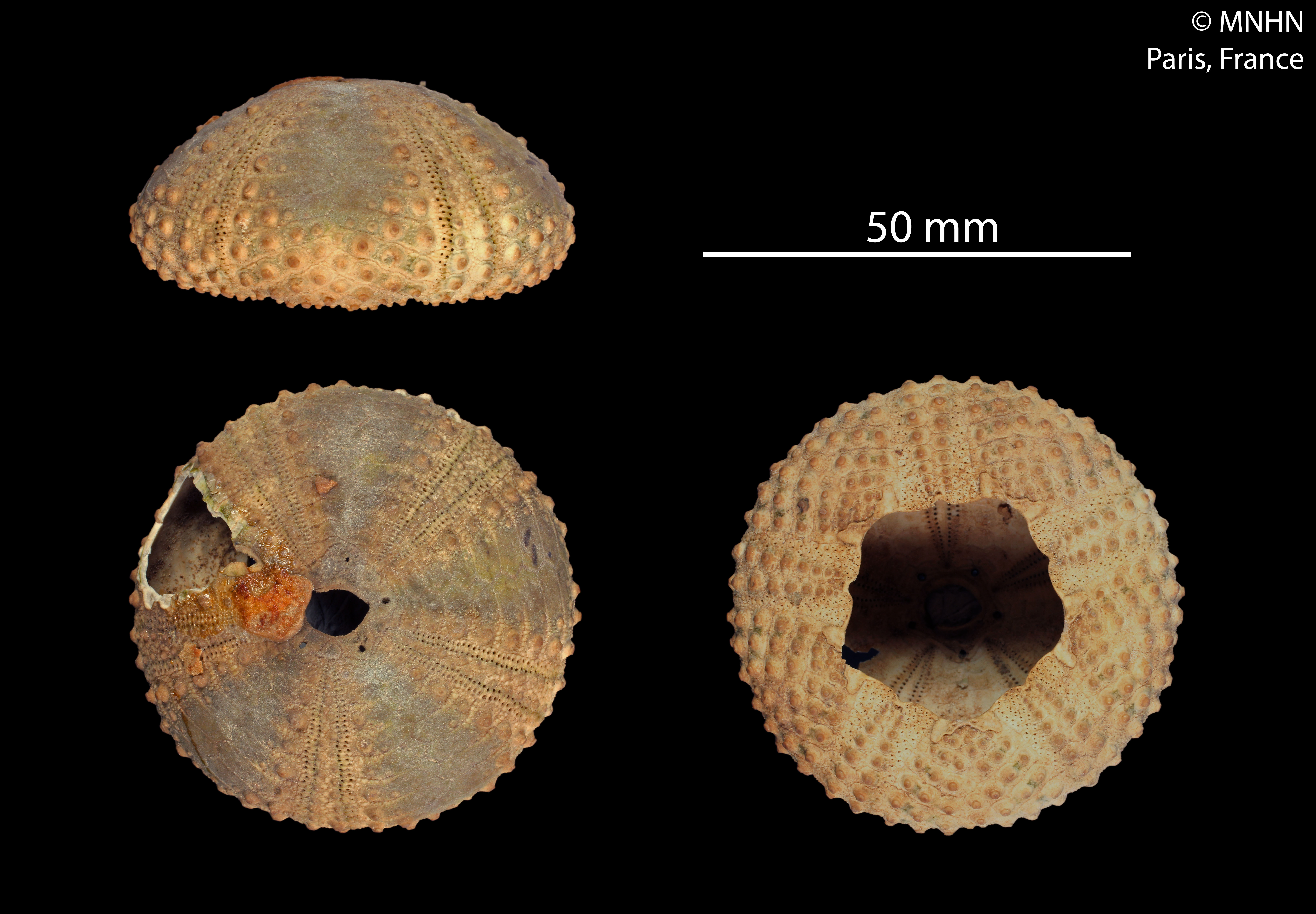
Test (MNHN)

## Répartition et habitat
Son habitat naturel se situe dans l'océan Atlantique. On peut le trouver dans des eaux peu profondes depuis le Massachusetts jusqu'à Cuba et la péninsule du Yucatan, du Texas à la Floride dans le golfe du Mexique, la côte du Panama à la Guyane française et dans les Petites Antilles, le plus souvent dans les rochers, sur le sable, ou les plages coquillières.

## Écologie et comportement
Brouteur omnivore, charognard et prédateur opportuniste, A. punctulata consomme une grande variété de proies bien que Karlson (1978) le considère comme un carnivore pur.

## Arbacia punctulataet l'Homme

### Interactionin situ
Comme tous les oursins vivant à proximité de la surface, A. punctulata est souvent responsables de vives douleurs quand un baigneur marche dessus par inadvertance : ses épines ont tendance à se casser dans la plaie, ce qui les rend presque impossibles à enlever entièrement. Heureusement, il n'est pas venimeux, et ne présente pas de grand danger si la plaie est correctement désinfectée : le corps dissoudra les morceaux de silice en quelques semaines.
A. punctulata ne semble pas consommé de manière significative, et n'est pas récolté industriellement.

### Utilisation scientifique
Pendant plus d'un siècle, les embryologistes ont utilisé A. punctulata comme modèle expérimental. En effet, les oursins ont une fertilité extraordinaire, pouvant produire plusieurs millions d’œufs en une ponte, ce qui permet d'envisager des études quantitatives robustes. Par ailleurs, ces œufs peuvent être manipulés facilement dans les laboratoires de recherche, et sont transparents, ce qui permet de voir aisément les processus de développement qui s'y jouent. Enfin leurs œufs peuvent être facilement fécondés, se développer rapidement et de façon synchrone,.
Pendant des décennies, l'embryon d'oursin a été utilisé pour établir la théorie chromosomique de l'hérédité, la description des centrosomes, la parthénogenèse et la fécondation,,. Les travaux de recherche au cours des trente dernières années, ont permis de comprendre des phénomènes tels que l'ARNm stable et le contrôle de la traduction génétique, l'isolement et la caractérisation du fuseau mitotique, et la réalisation que les principales protéines de structure de fuseau sont les microtubules,. Les études sur les oursins ont fourni les premières preuves du rôle de l'actine dans les cellules non-musculaires,.
Elle est également un organisme modèle de la toxicité des sédiments marins, et pour l'étude du sperme,.